# 及川三千代
 及川 三千代（おいかわ みちよ、本名：及川ウメ子　1939年3月19日 - 2014年4月5日）は日本の歌手である。

## 経歴
岩手県胆沢郡金ケ崎町出身。北上学園北上商業高等学校（現・専修大学北上高等学校）卒業。
高校卒業後、民謡保存協会で民謡の指導を受け、全国民謡大会で浅草に出演中認められて昭和31年（1956年）にテイチク・レコードの専属となる。
デビュー当時は本名の及川ウメ子で活動していたが、1958年に及川三千代に改められた。
1959年日本グラモフォン（ポリドール・レーベル）に移籍。
1962年12月31日、第13回NHK紅白歌合戦に初出場し、「愛と死のかたみ」を歌唱した。紅白での及川の歌唱中の写真が現存する。
1964年「夕日の波止場」（ポリドール）がヒット、及川の代表作となる。その後、「かえり船」「かえりの港」「別れの波止場」などをカバー。
1990年6月「ゆめ波止場」をリリースする。
2014年4月5日、心筋梗塞のため死去。75歳没。

## ディスコグラフィ

### テイチク時代＜SP，シングル＞
- 「（東北民謡）外山節／そんでこ節」　1956年6月新譜：C-3988（SP）　及川ウメ子名義。
- 「ドドサイ節」　1956年10月新譜：C-4031（SP）　Ｂ面曲で、Ａ面は「琉球節くずし（鈴木三重子）」　テイチク月報1956年10月号には、このレコードをデビュー盤としている。
- 「（流行民謡）花笠踊り」　1956年11月新譜：C-4038（SP）　Ｂ面曲で、Ａ面は「大漁唄い込み（鈴木三重子）」。
- 「紅花つみ唄」　1957年？　詳細不明　テイチク月報1957年4月号には、既発曲として紹介されている。
- 「（流行民謡）もみすり唄」　1957年4月新譜：G-7789（グローリー盤）[3]　Ｂ面は「山形盆唄（中沢銀司）」。
- 「わたしゃ峠の金時椿」　1957年5月新譜：G-7790（グローリー盤）　Ｂ面曲で、Ａ面は「恋舟唄（菅原ツヅ子）」。
- 「むすめ月夜踊り」　1957年6月新譜？：C-4081（SP）　中沢銀司とのデュエット曲。Ｂ面曲で、Ａ面は「トロント踊り（鈴木三重子）」。
- 「サテ、なんとしよう」　1957年7月新譜：C-4084（SP）　Ｂ面曲で、Ａ面は「メノコ船頭さん（三波春夫）」　ちなみにこれは三波春夫のデビュー盤である。（チャンチキおけさは第2弾：C-4091）
- 「あねコ馬子唄」　1957年8月新譜：C-4099（SP）　B面曲で、A面は「若い旅笠（白根一男）」。
- 「峠の姉弟」　1957年10月新譜：C-4120（SP）　Ｂ面曲で、Ａ面は「波風まかせ（島久夫）」。
- 「ひとめ逢うまで」　1958年1月新譜：C-4136（SP）　このレコードより及川三千代名義となる。Ｂ面曲でＡ面は「おけさ鴉（三波春夫）」。
- 「相撲けん／甚次郎さん」　1958年3月新譜：C-4150（SP）　Ａ面は、中沢銀司とのデュエット曲。
- 「鳥追ながれ唄」　1958年5月臨発：C-4161（SP）　Ｂ面曲で、Ａ面は「旅笠道中（三波春夫）」。
- 「恋の笹山峠」　1958年9月新譜：C-4198（SP）　Ｂ面曲で、Ａ面は「ソーラン囃子（鈴木三重子）」。
- 「伊豆の夜船」　1959年1月15日発売：C-4237（SP）　B面曲で、A面は「東海道は日本晴れ（白根一男）」。
- 「おぽろ月小唄」　1959年2月10日発売：C-4246（SP），NS-81（45）　三波春夫とのデュエット曲。Ｂ面曲で、Ａ面は「花唄街道（三波春夫）」。
- 「北海盆唄」　1959年3月10日発売：C-4257（SP），NS-90（45）　Ｂ面曲で、Ａ面は「花笠踊り（三波春夫）」。

### 日本グラモフォン（ポリドール）時代　＜シングル＞
- 「忘れんぼマドロス」　1959年8月新譜：DJ-1020（45），J-1018（SP）　Ｂ面は「夜風さんツン（江波孝也）」。
- 「わびすけ椿」　1959年8月20日発売：DJ-1022（45、この曲以降はSPの発売なし）　Ｂ面曲で、Ａ面は「泣くこたあないさ（大関進）」。
- 「お嫁に行くなら好きな人」　1959年9月20日発売：DJ-1029　Ｂ面は「どんぐり峠（鹿島幸治）」。
- 「伊豆むすめ」　1959年10月20日発売：DJ-1032　Ｂ面は「初恋無情（大関進）」。
- 「早くお嫁に行きたいなあ」　1959年12月新譜（1959.11.20）：DJ-1037　Ｂ面は「こっちを向きなよ幸福さん（鹿島幸治」）。
- 「垣根」　1959年12月10日発売：DJ-1043　Ｂ面曲で、Ａ面は「お蔦白梅（高城丈二）」。
- 「さよなら峠のお地蔵さん」　1960年2月新譜：DJ-1051　Ｂ面曲で、Ａ面は「夕焼け太鼓（鹿島幸治）」。
- 「青い樹氷」　1960年2月20日発売：DJ-1056　Ｂ面は「別れ峠（江波孝也）」。
- 「お茶漬け娘」　1960年4月新譜：DJ-1063　Ｂ面曲で、Ａ面は「坊んち泣くなよ（高城丈二）」。
- 「伊豆は夕焼け」　1960年4月20日発売：DJ-1068　Ｂ面曲で、Ａ面は「海の暴れん坊（鹿島幸治）」。
- 「想い出が泣いている」　1960年6月新譜：DJ-1072　Ｂ面曲で、Ａ面は「ああ、草枕（鹿島幸治）」。
- 「すずらんの航空便」　1960年7月新譜：DJ-1077　Ｂ面は「峠の風っ子（鹿島幸治）」。
- 「追憶（おもいで）の白いヨット」　1960年8月新譜：DJ-1083　Ｂ面は「張り切りマドロス（江波孝也）」。
- 「旅人」　1960年8月20日発売：DJ-1085　Ｂ面曲で、Ａ面は「一人の接吻（大関進）」。
- 「銀木犀物語」　1960年10月新譜（1960.9.20）：DJ-1090　Ｂ面は「サヨナラ云っちゃった（高城丈二）」。
- 「泣き虫風ッ子」　1960年10月20日新譜：DJ-1096　Ｂ面曲で、Ａ面は「無法一代（鹿島幸治）」。
- 「親なしっ子」　1960年12月新譜：DJ-1101　Ｂ面は「嘘つき東京（江波孝也）」。
- 「汐汲物語（安寿と厨子王）／お別れ郵便」　1960年12月10日発売：DJ-1105
- 「心は遠いあの人に」　1961年2月20日発売：DJ-1118　Ｂ面曲で、Ａ面は「あゝ城山（鹿島幸治）」。
- 「旅のつばくろ」　1961年3月20日発売：DJ-1121　Ｂ面は「出船の唄（江波孝也）」。
- 「明治一代女」　1961年2月10日臨発：DJ-1125　Ｂ面曲で、Ａ面は「妻恋道中（鹿島幸治）」。
- 「おとぼけジョー（日活映画「早射ち野郎」挿入歌）」　1961年4月5日臨発：DJ-1133　宍戸錠とのデュエット。Ｂ面曲で、Ａ面は「黒い馬に跨る男（日活映画「早射ち野郎]」主題歌）（宍戸錠）」。
- 「江差船唄／夕焼け子守唄」　1961年7月新譜（1961.6.20）：DJ-1134
- 「ドドンパ炭坑節」　1961年7月新譜（1961.6.20）：DJ-1137　Ｂ面は「どんぱんドドンパ（江波孝也）」。
- 「船は着いても」　1961年7月20日発売：DJ-1142　Ｂ面は「おとこ船唄（鹿島幸治）」。
- 「お菊旅しぐれ」　1961年9月20日発売：DJ-1160　Ｂ面曲で、Ａ面は「浅太郎月夜旅（鹿島幸治）」。
- 「浅草むすめ／籠の鳥」　1961年9月20日発売：DJ-1164
- 「山子唄／新相馬節」　1961年10月20日発売：DJ-1172
- 「おばこ吹雪き／女さすらい鳥」　1961年11月20日発売：DJ-1177
- 「九段の母／ほんとにほんとに御苦労ね」　1962年3月1日発売：DJ-1200
- 「むらさき子唄」　1962年4月20日発売：DJ-1211　Ｂ面は「野崎小唄（江波孝也）」。
- 「旅のほろほろ鳥／白樺の別れ」　1962年6月新譜（1962.5.20）：DJ-1220
- 「愛と死のかたみ／この生命ある限り」　1962年7月20日発売：DJ-1250　Ａ面は日活映画「愛と死のかたみ」の主題歌。[4]
- 「東京駅物語／星になっちゃった人」　1962年12月新譜：DJ-1272
- 「汽笛が鳴ります／母に捧ぐ唄」　1963年2月新譜：DJ-1290
- 「ふるさと日本」　1963年3月新譜：DJ-1302　及川と大木伸夫のデュエット　Ｂ面は「東京踊り（大木伸夫と司富子）
- 「涙の裏町／人生無情」　1963年4月新譜：DJ-1312
- 「この恋に生きる／伊豆のむすめ」　1963年5月新譜：DJ-1333
- 「旅ごころ／傷心のうた」　1963年6月新譜：DJ-1337
- 「波浮の夕月／月夜ちどり」　1963年8月新譜：DJ-1358
- 「東京の裏町／なみだ椿」　1963年10月新譜：DJ-1384
- 「湯の町椿／下田の雨」　1963年11月新譜：DJ-1395
- 「女の旅路／愛すること」　1964年1月新譜：DJ-1417
- 「女のうた／伊豆の舟唄」　1964年4月新譜：DJ-1434
- 「こころに太陽を／高原の花」　1964年6月新譜（1964.5.20）：DJ-1456[5]
- 「夕日の波止場／港の子守唄」　1964年7月20日：SDR-1011（このシングルよりステレオ盤になる）
- 「女が酒を飲んでなぜ悪い／裏町の女」　1964年10月新譜：SDR-1029
- 「長崎哀歌／波止場の女」　1964年12月新譜：SDR-1048
- 「泣いてもいいの　死んでもいいの／靖国の再会」　1965年2月新譜（1965.1.20）：SDR-1062
- 「哀愁の港町／傷だらけの女たち」　1965年4月新譜：SDR-1078
- 「私のような女でも／私なんて」　1965年4月5日発売：SDR-1083
- 「ひなげし小唄／女の波止場」　1965年5月25日臨発：SDR-1113
- 「裏町哀歌／どん底劇場」　1965年6月5日発売：SDR-1108[6]
- 「霧笛に泣く女／あなたは船乗り渡り鳥」　1965年8月5日発売：SDR-1125
- 「港町慕情／暗い波止場」　1965年10月5日発売：SDR-1143
- 「こぼれ灯／慕情の海峡」　1965年11月5日発売：SDR-1151
- 「流転の花／裏町郵便」　1966年2月5日発売：SDR-1165
- 「裏町春秋／泣き虫人生」　1966年4月5日発売：SDR-1181
- 「土砂降り波止場／去年の今日は…」　1966年6月5日発売：SDR-1205
- 「やさぐれブルース／さすらい無情」　発売中止：SDR-1218 [7]
- 「うらぶれのブルース／さすらい無情」　1966年10月5日発売：SDR-1218[8]
- 「おどろき小唄／愛して愛して愛してネ」　1967年3月1日臨発：SDR-1257
- 「渡り鳥悲歌（エレジー）／恋を棄てた女」　1967年5月5日発売：SDR-1253
- 「赤い爪の純情／波止場の涙」　1967年9月5日発売：SDR-1294
- 「唇かんで／あんたってバカね」　1968年2月5日発売：SDR-1325
- 「いのちの波止場／嘘でもよかった」　1968年6月5日発売：SDR-1351
- 「北の町みなと町／女の涙」　1969年6月5日発売：SDR-1439[9]
- 「夕日の波止場／港の子守唄」　1970年8月1日発売：DR-1540[10][11][12]
- 「色目のうた／港町サヨウナラ」　1971年1月15日発売：DR-1581
- 「港あおもり／小雨の港」　1971年10月1日発売：DR-1641　ポリドール（株）からの発売。[13]
- 「涙の終列車／夜更けの電話」　1974年10月新譜（1974.9.21）：DR-1887
- 「夕日の波止場／涙の終列車」　1976年12月1日：DRQ-6910

### 日本グラモフォン（ポリドール）時代　＜ＬＰ＞
- 「及川三千代こころの歌」　1963年6月新譜：LPJ-119（25cm モノラル）
- 「及川三千代民謡集（北海道，東北篇）」 1964年12月新譜：SMN-1007（30cm ステレオ）
- 「夕日の波止場（及川三千代ヒット曲集）」 1965年6月5日発売：SLJM-1176（30cm ステレオ）
- 「及川三千代民謡集（第2集）」 1966年1月15日発売：SMN-1012
- 「夕日の波止場」 1971年12月新譜：MR-2205

### 日本グラモフォン（ポリドール）時代　＜コンパクト＞
- 「夕日の波止場」（夕日の波止場/霧笛に泣く女/ひなげし小唄/裏町哀歌） 1966年9月5日発売：SKR-1014（17cm ステレオ）
- 「日本民謡集」（///おこさ節） 1967年3月5日発売：SKN-1002（17cm ステレオ）
- 「日本民謡集」（/真室川音頭//） 1967年3月5日発売：SKN-1003
- 「日本民謡集」（//佐渡おけさ/三階節） 1967年3月5日発売：SKN-1005
- 「日本民謡集」（//ちゃっきり節/） 1967年3月5日発売：SKN-1006
- 「日本民謡集」（//郡上節/） 1967年3月5日発売：SKN-1007
- 「日本民謡集」（/よさこい節//） 1967年3月5日発売：SKN-1008

## 紅白歌合戦出場歴
- 1962年 第13回「愛と死のかたみ」